# Baskenland-Rundfahrt 2012
Die 52. Baskenland-Rundfahrt (offiziell: Vuelta al País Vasco) fand vom 2. bis 7. April 2012 statt. Das Radsport-Etappenrennen ist Teil der UCI WorldTour 2012 und wurde in sechs Etappen ausgetragen. Die Gesamtdistanz betrug 855,6 Kilometer. Mit seinem Sieg beim abschließenden Zeitfahren gewann der Spanier Samuel Sánchez, der das Trikot des Gesamtführenden schon für einen Tag auf der vierten Etappe getragen hatte, auch die Rundfahrt. Joaquim Rodríguez und Bauke Mollema vervollständigten das Podium.

## Etappen
Der Streckenplan wurde am 15. März 2012 in Bilbao vorgestellt.

### Etappenübersicht
| Etappe | Tag      | Start–Ziel                     | km    | Typ              | Etappensieger                |
| ------ | -------- | ------------------------------ | ----- | ---------------- | ---------------------------- |
| 1.     | 2. April | Güeñes – Güeñes                | 153   | Bergetappe       | José Joaquín Rojas Gil (MOV) |
| 2.     | 3. April | Güeñes – Vitoria-Gasteiz       | 165,7 | Bergetappe       | Daryl Impey (GEC)            |
| 3.     | 4. April | Vitoria-Gasteiz – Eibar-Arrate | 164   | Bergetappe       | Samuel Sánchez (EUS)         |
| 4.     | 5. April | Eibar – Bera-Ibardin           | 151   | Bergetappe       | Joaquim Rodríguez (KAT)      |
| 5.     | 6. April | Bera-Ibardin – Oñati           | 183   | Bergetappe       | Joaquim Rodríguez (KAT)      |
| 6.     | 7. April | Oñati – Oñati                  | 018,9 | Einzelzeitfahren | Samuel Sánchez (EUS)         |

### 1. Etappe, Güeñes –  Güeñes
|    | Fahrer                 | Nation      | Team  | Zeit         |
| -- | ---------------------- | ----------- | ----- | ------------ |
| 1. | José Joaquín Rojas Gil | Spanien     | (MOV) | 3:57:44 h    |
| 2. | Wouter Poels           | Niederlande | (VCD) | gleiche Zeit |
| 3. | Fabian Wegmann         | Deutschland | (GRM) | gleiche Zeit |
| 4. | Daniele Ratto          | Italien     | (LIQ) | gleiche Zeit |
| 5. | Arthur Vichot          | Frankreich  | (FDJ) | gleiche Zeit |

|    | Fahrer                 | Nation      | Team                | Zeit         |
| -- | ---------------------- | ----------- | ------------------- | ------------ |
| 1. | José Joaquín Rojas Gil | Spanien     | Movistar            | 3:57:44 h    |
| 2. | Wouter Poels           | Niederlande | Vacansoleil-DCM     | gleiche Zeit |
| 3. | Fabian Wegmann         | Deutschland | Garmin-Barracuda    | gleiche Zeit |
| 4. | Daniele Ratto          | Italien     | Liquigas-Cannondale | gleiche Zeit |
| 5. | Arthur Vichot          | Frankreich  | FDJ-Big Mat         | gleiche Zeit |

### 2. Etappe, Güeñes – Vitoria-Gasteiz
|    | Fahrer                 | Nation     | Team                   | Zeit         |
| -- | ---------------------- | ---------- | ---------------------- | ------------ |
| 1. | Daryl Impey            | Sudafrika  | GreenEdge Cycling Team | 4:10:07 h    |
| 2. | Allan Davis            | Australien | GreenEdge Cycling Team | gleiche Zeit |
| 3. | Davide Appollonio      | Italien    | Sky ProCycling         | gleiche Zeit |
| 4. | José Joaquin Rojas Gil | Spanien    | Movistar               | gleiche Zeit |
| 5. | Michael Matthews       | Australien | Rabobank Cycling Team  | gleiche Zeit |

|    | Fahrer                 | Nation      | Team                   | Zeit         |
| -- | ---------------------- | ----------- | ---------------------- | ------------ |
| 1. | José Joaquin Rojas Gil | Spanien     | Movistar               | 8:07:51 h    |
| 2. | Daniele Ratto          | Italien     | Liquigas-Cannondale    | gleiche Zeit |
| 3. | Fabian Wegmann         | Deutschland | Garmin-Barracuda       | gleiche Zeit |
| 4. | Daryl Impey            | Sudafrika   | GreenEdge Cycling Team | gleiche Zeit |
| 5. | Francesco Gavazzi      | Italien     | Astana Pro Team        | gleiche Zeit |

### 3. Etappe, Vitoria-Gasteiz – Eibar-Arrate
|    | Fahrer             | Nation             | Team                  | Zeit         |
| -- | ------------------ | ------------------ | --------------------- | ------------ |
| 1. | Samuel Sánchez     | Spanien            | Euskaltel-Euskadi     | 3:58:15 h    |
| 2. | Joaquim Rodríguez  | Spanien            | Katusha Team          | gleiche Zeit |
| 3. | Christopher Horner | Vereinigte Staaten | RadioShack-Nissan     | + 0:12       |
| 4. | Bauke Mollema      | Niederlande        | Rabobank Cycling Team | gleiche Zeit |
| 5. | Damiano Cunego     | Italien            | Lampre-ISD            | gleiche Zeit |

|    | Fahrer             | Nation             | Team              | Zeit         |
| -- | ------------------ | ------------------ | ----------------- | ------------ |
| 1. | Samuel Sánchez     | Spanien            | Euskaltel-Euskadi | 12:06:06 h   |
| 2. | Christopher Horner | Vereinigte Staaten | RadioShack-Nissan | gleiche Zeit |
| 3. | Joaquim Rodríguez  | Spanien            | Katusha Team      | gleiche Zeit |
| 4. | Ryder Hesjedal     | Kanada             | Garmin-Barracuda  | + 0:12       |
| 5. | Wouter Poels       | Niederlande        | Vacansoleil-DCM   | gleiche Zeit |

### 4. Etappe, Eibar – Bera-Ibardin
|    | Fahrer               | Nation    | Team              | Zeit         |
| -- | -------------------- | --------- | ----------------- | ------------ |
| 1. | Joaquim Rodríguez    | Spanien   | Katusha Team      | 3:55:56 h    |
| 2. | Samuel Sánchez       | Spanien   | Euskaltel-Euskadi | + 0:09       |
| 3. | Sergio Henao         | Kolumbien | Sky ProCycling    | + 0:12       |
| 4. | Robert Kišerlovski   | Kroatien  | Astana Pro Team   | gleiche Zeit |
| 5. | Lars Petter Nordhaug | Norwegen  | Sky ProCycling    | gleiche Zeit |

|    | Fahrer             | Nation             | Team              | Zeit         |
| -- | ------------------ | ------------------ | ----------------- | ------------ |
| 1. | Joaquim Rodríguez  | Spanien            | Katusha Team      | 16:02:02 h   |
| 2. | Samuel Sánchez     | Spanien            | Euskaltel-Euskadi | + 0:09       |
| 3. | Christopher Horner | Vereinigte Staaten | RadioShack-Nissan | + 0:21       |
| 4. | Robert Kišerlovski | Kroatien           | Astana Pro Team   | + 0:24       |
| 5. | Sergio Henao       | Kolumbien          | Sky ProCycling    | gleiche Zeit |

### 5. Etappe, Bera-Ibardin – Oñati
|    | Fahrer               | Nation   | Team              | Zeit         |
| -- | -------------------- | -------- | ----------------- | ------------ |
| 1. | Joaquim Rodríguez    | Spanien  | Katusha Team      | 4:27:16 h    |
| 2. | Samuel Sánchez       | Spanien  | Euskaltel-Euskadi | gleiche Zeit |
| 3. | Robert Kišerlovski   | Kroatien | Astana Pro Team   | + 0:02       |
| 4. | Vasili Kiryienka     | Belarus  | Movistar          | + 0:05       |
| 5. | Lars Petter Nordhaug | Norwegen | Sky ProCycling    | gleiche Zeit |

|    | Fahrer               | Nation   | Team              | Zeit         |
| -- | -------------------- | -------- | ----------------- | ------------ |
| 1. | Joaquim Rodríguez    | Spanien  | Katusha Team      | 20:29:18 h   |
| 2. | Samuel Sánchez       | Spanien  | Euskaltel-Euskadi | + 0:09       |
| 3. | Robert Kišerlovski   | Kroatien | Astana Pro Team   | + 0:26       |
| 4. | Lars Petter Nordhaug | Norwegen | Sky ProCycling    | + 0:33       |
| 5. | Michele Scarponi     | Italien  | Lampre-ISD        | gleiche Zeit |

### 6. Etappe, Oñati – Oñati
|    | Fahrer         | Nation      | Team                    | Zeit      |
| -- | -------------- | ----------- | ----------------------- | --------- |
| 1. | Samuel Sánchez | Spanien     | Euskaltel-Euskadi       | 28:48 min |
| 2. | Bauke Mollema  | Niederlande | Rabobank Cycling Team   | + 0:06    |
| 3. | Tony Martin    | Deutschland | Omega Pharma-Quick Step | + 0:07    |
| 4. | Marco Pinotti  | Italien     | BMC Racing Team         | + 0:15    |
| 5. | Damiano Cunego | Italien     | Lampre-ISD              | + 0:16    |

|    | Fahrer            | Nation      | Team                    | Zeit       |
| -- | ----------------- | ----------- | ----------------------- | ---------- |
| 1. | Samuel Sánchez    | Spanien     | Euskaltel-Euskadi       | 20:58:15 h |
| 2. | Joaquim Rodríguez | Spanien     | Katusha Team            | + 0:12     |
| 3. | Bauke Mollema     | Niederlande | Rabobank Cycling Team   | + 0:42     |
| 4. | Damiano Cunego    | Italien     | Lampre-ISD              | + 0:47     |
| 5. | Tony Martin       | Deutschland | Omega Pharma-Quick Step | + 0:54     |

## Wertungen im Rennverlauf
| Etappe | Gesamtwertung            | Punktewertung            | Bergwertung              | Sprintwertung          | Teamwertung            |
| ------ | ------------------------ | ------------------------ | ------------------------ | ---------------------- | ---------------------- |
| 1.     | José Joaquín Rojas (MOV) | José Joaquín Rojas (MOV) | David de la Fuente (CJR) | Davide Mucelli (UNA)   | Vacansoleil-DCM        |
| 2.     | José Joaquín Rojas (MOV) | José Joaquín Rojas (MOV) | David de la Fuente (CJR) | Julián Sánchez (CJR)   | GreenEdge Cycling Team |
| 3.     | Samuel Sánchez (EUS)     | José Joaquín Rojas (MOV) | Mads Christensen (SAX)   | Mads Christensen (SAX) | Katusha Team           |
| 4.     | Joaquim Rodríguez (KAT)  | Samuel Sánchez (EUS)     | Mads Christensen (SAX)   | Mads Christensen (SAX) | Katusha Team           |
| 5.     | Joaquim Rodríguez (KAT)  | Joaquim Rodríguez (KAT)  | Mads Christensen (SAX)   | Marco Pinotti (BMC)    | Sky ProCycling         |
| 6.     | Samuel Sánchez (EUS)     | Samuel Sánchez (EUS)     | Mads Christensen (SAX)   | Marco Pinotti (BMC)    | Katusha Team           |

## Teilnehmer

### Teams
Startberechtigt waren die 18 ProTeams. Außerdem lud der Veranstalter die beiden Professional Continental Teams Utensilnord Named aus Irland und wie im Vorjahr Caja Rural aus Spanien ein.
| ProTeams AG2R La Mondiale Astana Pro Team BMC Racing Team Euskaltel-Euskadi FDJ-Big Mat Garmin-Barracuda | GreenEdge Cycling Team Katusha Team Lampre-ISD Liquigas-Cannondale Lotto Belisol Team Movistar | Omega Pharma-Quick Step Rabobank Cycling Team RadioShack-Nissan Sky ProCycling Team Saxo Bank Vacansoleil-DCM |
| Professional Continental Teams Caja Rural                                                                | Utensilnord Named                                                                              | |

### Fahrerfeld
Folgende Fahrer und Mannschaften nahmen an der Baskenland-Rundfahrt 2012 teil:
| - 01: Andreas Klöden - 02: Fränk Schleck - 03: Christopher Horner - 04: Oliver Zaugg - 05: Jens Voigt - 06: Maxime Monfort - 07: Matthew Busche - 08: Ben King |

| - 11: Michael Rogers - 12: Davide Appollonio - 13: Sergio Henao - 14: Thomas Lövkvist - 15: Lars Petter Nordhaug - 16: Salvatore Puccio - 17: Luke Rowe - 18: Xabier Zandio |

| - 21: David Arroyo - 22: Rui Faria da Costa - 23: José Joaquín Rojas Gil - 24: Marzio Bruseghin - 25: David López García - 26: Wassil Kiryjenka - 27: José Herrada - 28: Ángel Madrazo |

| - 31: Johnny Hoogerland - 32: Wout Poels - 33: Matteo Carrara - 34: Thomas De Gendt - 35: Sergey Lagutin - 36: Tomasz Marczyński - 37: Nikita Novikov - 38: Pim Ligthart |

| - 41: Joaquim Rodríguez - 42: Daniel Moreno - 43: Simon Špilak - 44: Giampaolo Caruso - 45: Eduard Vorganov - 46: Juri Trofimov - 47: Ángel Vicioso - 48: Alberto Losada |

| - 51: Cayetano Sarmiento - 52: Daniele Ratto - 53: Damiano Caruso - 54: Moreno Moser - 55: Stefano Agostini - 56: Timothy Duggan - 57: Dominik Nerz - 58: Maciej Paterski |

| - 61: Simon Gerrans - 62: Allan Davis - 63: Michael Albasini - 64: Simon Clarke - 65: Daryl Impey - 66: Christian Meier - 67: Wesley Sulzberger - 68: Travis Meyer |

| - 71: Janez Brajkovič - 72: Robert Kišerlovski - 73: Jewgeni Petrow - 74: Enrico Gasparotto - 75: Tanel Kangert - 76: Francesco Gavazzi - 77: Jegor Silin - 78: Alexander Djatschenko |

| - 81: Rinaldo Nocentini - 82: Jean-Christophe Péraud - 83: Maxime Bouet - 84: Guillaume Bonnafond - 85: Hubert Dupont - 86: John Gadret - 87: Ben Gastauer - 88: Christophe Riblon |

| - 91: Martin Kohler - 92: Marco Pinotti - 93: Timothy Roe - 94: Ivan Santaromita - 95: Mauro Santambrogio - 96: Steve Cummings - 97: Yannick Eijssen - 98: Amaël Moinard |

| - 101: Sandy Casar - 102: Arnold Jeannesson - 103: Cédric Pineau - 104: Thibaut Pinot - 105: Anthony Roux - 106: Jussi Veikkanen - 107: Arthur Vichot - 108: Benoît Vaugrenard |

| - 111: Damiano Cunego - 112: Michele Scarponi - 113: Morris Possoni - 114: Daniele Pietropolli - 115: Adriano Malori - 116: Przemysław Niemiec - 117: Simone Stortoni - 118: Diego Ulissi |

| - 121: Tony Martin - 122: Martin Velits - 123: Jérôme Pineau - 124: Kristof Vandewalle - 125: Peter Velits - 126: Julien Vermote - 127: Kevin De Weert - 128: Michał Gołaś |

| - 131: Jurgen Van Den Broeck - 132: Olivier Kaisen - 133: Jurgen Van De Walle - 134: Francis De Greef - 135: Jelle Vanendert - 136: Bart De Clercq - 137: Brian Bulgaç - 138: Gianni Meersman |

| - 141: Robert Gesink - 142: Juan Manuel Gárate - 143: Bauke Mollema - 144: Steven Kruijswijk - 145: Paul Martens - 146: Stef Clement - 147: Michael Matthews - 148: Grischa Niermann |

| - 151: Heinrich Haussler - 152: Daniel Martin - 153: Tom Danielson - 154: Ryder Hesjedal - 155: Nathan Haas - 156: Thomas Peterson - 157: Peter Stetina - 158: Fabian Wegmann |

| - 161: Sérgio Paulinho - 162: Daniel Navarro - 163: Nicki Sørensen - 164: Chris Anker Sørensen - 165: Troels Vinther - 166: Jesús Hernández - 167: Mads Christensen - 168: Bruno Pires |

| - 171: Samuel Sánchez - 172: Igor Antón - 173: Gorka Izagirre - 174: Mikel Astarloza - 175: Egoi Martínez - 176: Gorka Verdugo - 177: Jorge Azanza - 178: Juan José Oroz |

| - 181: Garikoitz Bravo - 182: Hernâni Broco - 183: Marcos García Fernández - 184: André Cardoso - 185: Julián Sánchez - 186: Aitor Galdós - 187: Antonio Piedra - 188: David de la Fuente |

| - 191: Francisco Vila - 192: Filippo Baggio - 193: Paolo Bailetti - 194: Gabriele Bosisio - 195: Oleg Berdos - 196: Federico Rocchetti - 197: Davide Mucelli - 198: Edoardo Girardi |